# Friedhofskapelle (Wirbelau)

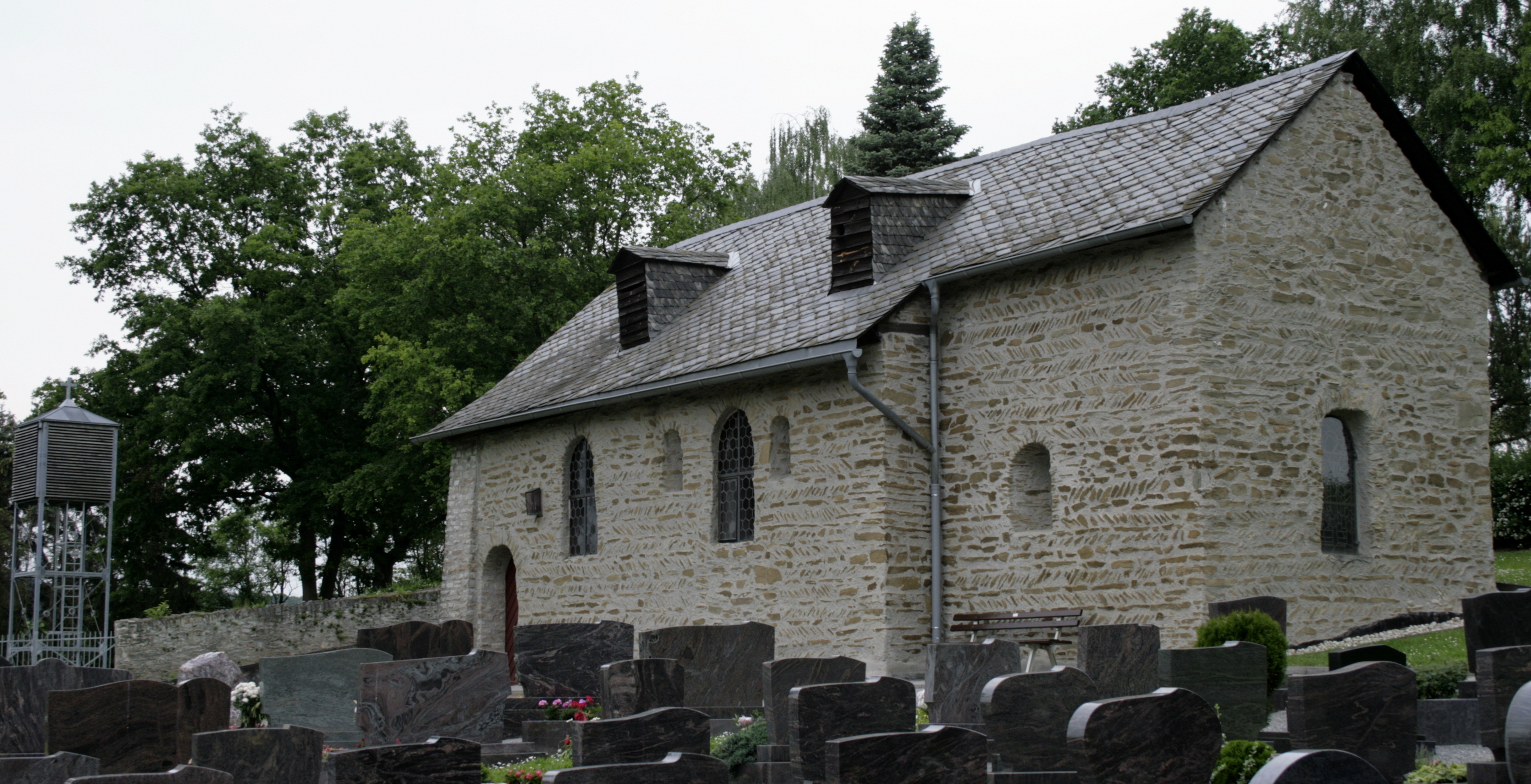
Friedhofskapelle in Wirbelau

Die Friedhofskapelle Wirbelau ist ein denkmalgeschütztes Kirchengebäude, das auf dem Kirchfriedhof von Wirbelau steht, einem Stadtteil der Stadt Runkel im Landkreis Limburg-Weilburg in Hessen. Die Kirchengemeinde gehört zum Dekanat an der Lahn in der Propstei Nord-Nassau der Evangelischen Kirche in Hessen und Nassau.

## Beschreibung
Die romanische Saalkirche aus Bruchsteinen besteht aus einem Kirchenschiff und einem eingezogenen Chor auf quadratischem Grundriss. Auf Grund des Mauerwerksverbands, der teilweise als Opus spicatum ausgeführt ist, wird ihre Entstehung um 1100 vermutet. Ein freistehender Glockenstuhl befindet sich in der Nähe des Eingangs zum Friedhof. Das Portal liegt im Westen. Die Nordseite hat keine Fenster, im Innenraum befindet sich dort die Empore. An der Südseite sind am Kirchenschiff zwei ursprüngliche kleine Fenster erhalten. 
Bei der Renovierung 1961/62 wurde die spätgotische Stütze der Flachdecke des Kirchenschiffs entfernt und ihr Oberteil als Fuß der Kanzel verwendet. Der Chor ist mit einem Tonnengewölbe überspannt. 